# Aerolíneas-Argentinas-Flug 205
Aerolíneas-Argentinas-Flug 205 (Flugnummer: AR205) war ein planmäßiger Flug der staatlichen Fluggesellschaft Aerolíneas Argentinas von Asunción in Paraguay nach Buenos Aires. Am 7. September 1960 starben auf diesem Flug 31 Menschen an Bord einer Douglas DC-6, nachdem die Maschine infolge eines Propellerabrisses im Flug auseinandergerissen war. Die Maschine stürzte daraufhin bei Salto in Uruguay ab.

## Flugzeug und Insassen
Bei der auf Flug 205 eingesetzten Maschine handelte es sich um eine Douglas DC-6, die am 30. September 1948 an die Flota Aérea Mercante Argentina (FAMA) ausgeliefert wurde, welche später in Aerolíneas Argentinas umbenannt wurde, woraufhin die Maschine im Mai 1949 entsprechend umregistriert wurde. Bei dem verunfallten Flugzeug handelte es sich um die 127. endmontierte DC-6 aus laufender Produktion, es trug die Werknummer 43031. Das viermotorige Flugzeug war mit vier Triebwerken des Typs Pratt & Whitney R-2800-CB16 ausgestattet. Die Maschine trug das Luftfahrzeugkennzeichen LV-ADS und wurde auf den Namen Mariano Moreno getauft. Zum Zeitpunkt des Unfalls hatte die Maschine eine Betriebsleistung von 19229 Betriebsstunden bei 5314 Starts und Landungen.
An Bord der DC-6 befanden sich 25 Passagiere und 6 Besatzungsmitglieder.

## Unfallhergang
Der Aerolíneas-Argentinas-Flug 205 führte vom Flughafen Asunción in Paraguay zum Flughafen Buenos Aires-Ezeiza in Argentinien. Als sich die Maschine über Salto im Luftraum von Uruguay befand, riss plötzlich der Propeller von Triebwerk Nr. 3 ab. Er stieß daraufhin mit dem Propeller von Triebwerk Nr. 4 zusammen, woraufhin die Maschine in der Luft auseinanderbrach und zu Boden stürzte.
Die Maschine stürzte auf ein Feld bei Salto. Bei dem Unfall kamen alle 31 Personen an Bord ums Leben.

## Unfallursache
Als unmittelbare Unfallursache wurde das Durchgehen des Propellers am Triebwerk Nr. 3 festgestellt. Dieses sei durch einen unrunden Betrieb des Propellerreglers verursacht worden. Die mittelbare Ursache des Unfalls war eine unzureichend strenge Überwachung der durchgeführten Wartungsarbeiten am Triebwerk. Während die durch Pratt and Whitney veröffentlichten Wartungsbulletins Nr. 1666 und 1680 vom 5. November 1957 und 15. Mai 1958 nicht verpflichtend waren, hätte das Unternehmen die besonderen Bedingungen hinsichtlich der Betriebsgeschichte von Triebwerk Nr. 3 der Maschine LV-ADS berücksichtigen sollen.